# Rumex acetosa

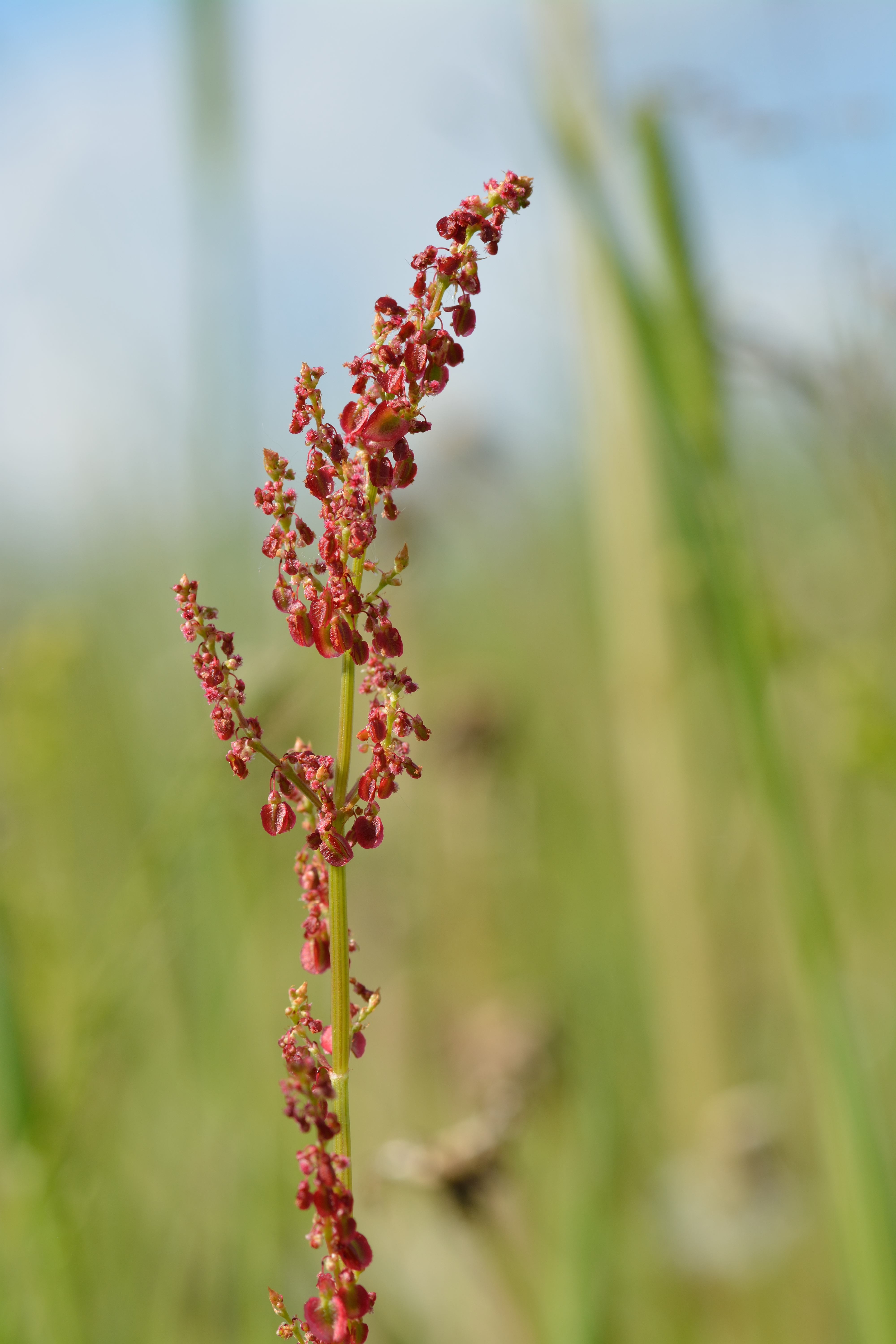
Infiorescenza

L'acetosa (Rumex acetosa L., 1753) o erba brusca ed anche acetosa di pecora è una pianta erbacea, infestante, perenne della famiglia delle Poligonacee, provvista di una grossa radice, dalla quale, in primavera, si sviluppa un fusto eretto, semplice o poco ramificato di colore rossastro che può raggiungere l'altezza di un metro.

## Descrizione
Le foglie sono di due tipi: quelle basali formano una rosetta e sono provviste di un lungo picciolo. La forma è del tipo astata.
Quelle disposte lungo il fusto sono sessili e non hanno picciolo.
Infiorescenza ramosa, con rami eretti.
I fiori sono distinti in maschili, di colore rossiccio, disposti in fascetti su una piccola pannocchia di forma slanciata, e femminili. La fioritura inizia a fine primavera e dura tutta l'estate (da giugno ad agosto).
Il frutto è un achenio ricoperto dai petali persistenti che assumono un colore rosso-ruggine.

## Distribuzione e habitat
È diffusa in tutta Italia, dal mare ai monti, in luoghi aperti e lungo i corsi d'acqua. Indicatrice di terreni ricchi di azoto.
La pianta si può raccogliere tutto l'anno, anche radendo la piantina, in quanto la radice emetterà nuovamente.

## Usi
L'acetosa è coltivata da secoli. Le foglie sono commestibili da giovani ma induriscono con la maturazione; possono essere frullate in zuppe e salse o aggiunte alle insalate. La pianta ha un sapore deciso e aspro.
In India le foglie vengono utilizzate nelle zuppe o nei curry a base di lenticchie gialle e arachidi. In Afghanistan, le foglie vengono ricoperte da una pastella e fritte, per poi essere servite come antipasto o, se sono di stagione, per rompere il digiuno durante il Ramadan. In Armenia, le foglie vengono raccolte in primavera, intrecciate e fatte essiccare per essere utilizzate durante l'inverno. La preparazione più comune è la zuppa di aveluk, in cui le foglie vengono reidratate e sciacquate per ridurne l'amarezza, quindi stufate con cipolle, patate, noci, aglio e bulgur o lenticchie e, talvolta, prugne acide.
In tutta l'Europa orientale e centrale, l'acetosella selvatica o dell'orto viene utilizzata per preparare zuppe acide, stufate con verdure o erbe aromatiche, carne o uova. Nella Grecia rurale viene utilizzata con spinaci, porri e bietole nella spanakopita.
La cucina francese cucina tradizionalmente il pesce con l'acetosa perché la sua acidità scioglie le sottili lische di pesce.

## Caratteristiche organolettiche
Ha un sapore acidulo e si usa in aggiunta alle insalate fresche, agli spinaci e le verdure cotte in genere. Le foglie possono essere consumate fresche in piccole quantità. Si prepara anche una salsa per accompagnare pesce e carne, hanno un sapore gustoso anche per la crostata. I suoi benefici oltre che nutrizionali sono noti alla medicina tradizionale a base di erbe; contiene vitamine e minerali, tra cui:
vitamina C, vitamina A, calcio, potassio, zinco, ossalato di ferro, acido ossalico e ferro.
La varietà hortensis, che è quella coltivata, contiene meno ossalati.